# Minisode 2: Thursday’s Child
Minisode 2: Thursday’s Child – czwarty minialbum południowokoreańskiej grupy TXT, wydany 9 maja 2022 roku przez wytwórnię Big Hit Entertainment i Republic Records. Płytę promował singel „Good Boy Gone Bad”.

## Lista utworów
| Minisode 2: Thursday’s Child | Minisode 2: Thursday’s Child                                      | Minisode 2: Thursday’s Child | Minisode 2: Thursday’s Child | Minisode 2: Thursday’s Child |
| Nr                           | Tytuł utworu                                                      | Tekst & muzyka | Muzyka                       | Długość                      |
| ---------------------------- | ----------------------------------------------------------------- | --- | ---------------------------- | ---------------------------- |
| 1.                           | „Opening Sequence”                                                | Koda, Sam Klempner, Bryn Christopher, Supreme Boi, Slow Rabbit, Lee Seu-ran, Huening Kai, January 8th, Taehyun, Danke, Yi Yi-jin | Klempner                     | 2:58                         |
| 2.                           | „Good Boy Gone Bad”                                               | Slow Rabbit, Supreme Boi, Moa "Cazzi Opeia" Carlebecker, Ellen Berg, Big Hit Music, Melanie Joy Fontana, Michel "Lindgren" Schulz, "Hitman" Bang, Yeonjun, Blvsh, Chris James, Jo Yoon-kyung                                             | Slow Rabbit                  | 3:12                         |
| 3.                           | „Trust Fund Baby”                                                 | Cate Downey, Big Hit Music, Slow Rabbit, Danke, Brian Phillips, Taehyun, Yi, Yeonjun, Hwang Yu-bin, Kim In-hyung | Slow Rabbit, Phillips        | 2:36                         |
| 4.                           | „Lonely Boy” (kor. 네 번째 손가락 위타투, (Yeonjun i Huening Kai) | Jason Hahns, Andrew Okamura, Yeonjun, El Capitxn, Huening Kai | AObeats, Hahns, El Capitxn   | 2:49                         |
| 5.                           | „Thursday’s Child Has Far to Go”                                  | Slow Rabbit, Beomgyu, Revin, Jo, Gabriel Brandes, Matt Thomson, Max Lynedoch Graham, Taehyun, "Hitman" Bang, Song Jae-kyung, January 8th, Carlebecker, Ninos Hanna, Fontana, Schulz, Alexander Karlsson, Nermin Harambasic, Danke, Hwang | Beomgyu, Slow Rabbit, Revin  | 3:31                         |

## Notowania
| Lista                                       | Pozycja |
| ------------------------------------------- | ------- |
| Gaon Weekly Album Chart                     | 1       |
| Austrian Albums (Ö3 Austria Top 40)         | 11      |
| Belgian Albums (Ultratop Flanders)          | 14      |
| Belgian Albums (Ultratop Wallonia)          | 12      |
| Canadian Albums (Billboard)                 | 44      |
| Finnish Albums (Suomen virallinen lista)    | 5       |
| German Albums (Offizielle Top 100)          | 14      |
| Hungarian Albums (MAHASZ)                   | 3       |
| Oricon WWeekly Album Chart (Japonia)        | 1       |
| Billboard Japan Hot Albums                  | 1       |
| Polish Albums (ZPAV)                        | 2       |
| Spanish Albums (PROMUSICAE)                 | 54      |
| Swedish Physical Albums (Sverigetopplistan) | 3       |
| Swiss Albums (Schweizer Hitparade)          | 14      |
| Billboard 200                               | 4       |
| World Albums (Billboard)                    | 1       |

## Sprzedaż
| Kraj             | Sprzedaż   |
| ---------------- | ---------- |
| Korea Południowa | 1 829 679+ |
| Japonia          | 165 011+   |
| USA              | 229 000+   |